# Liste der Kulturgüter in Ipsach
Die Liste der Kulturgüter in Ipsach enthält alle Objekte in der Gemeinde Ipsach im Kanton Bern, die gemäss der Haager Konvention zum Schutz von Kulturgut bei bewaffneten Konflikten, dem Bundesgesetz vom 20. Juni 2014 über den Schutz der Kulturgüter bei bewaffneten Konflikten sowie der Verordnung vom 29. Oktober 2014 über den Schutz der Kulturgüter bei bewaffneten Konflikten unter Schutz stehen.
Es sind weder A-Objekte noch B-Objekte auf dem Gemeindegebiet ausgewiesen, Objekte der Kategorie C fehlen zurzeit (Stand: 28. Februar 2024). Unter übrige Baudenkmäler sind Objekte zu finden, die im Bauinventar des Kantons Bern als «schützenswert» verzeichnet sind.

## Übrige Baudenkmäler
Hinweis: Als Objekt-Identifikator (ID) wird die Grundstücksnummer verwendet.
| ID  | Foto |                                                                      | Objekt                    | Typ | Standort                           | Beschreibung |
| --- | ---- | -------------------------------------------------------------------- | ------------------------- | --- | ---------------------------------- | ------------ |
| 404 | ja   | Datei hochladen · Wikidata zu Einfamilienhaus (1957/58) (Q111444590) | Einfamilienhaus (1957/58) | G   | Rousseauweg 11 584711 / 217674     |              |
| 468 | BW   | Datei hochladen · Wikidata zu Gewerbebau (1970) (Q111444735)         | Gewerbebau (1970)         | G   | Kleinfeldstrasse 6 584200 / 217897 |              |

Hinweis zur Legende: Anstelle der KGS-Nummer wird als Objekt-Identifikator (ID) die Grundstücksnummer verwendet.